# Ле-Турнер
Ле-Турне́р (фр. Le Tourneur) — колишній муніципалітет у Франції, у регіоні Нормандія, департамент Кальвадос. Населення — 608 осіб (2011).
Муніципалітет був розташований на відстані близько 240 км на захід від Парижа, 45 км на південний захід від Кана.

## Історія
До 2015 року муніципалітет перебував у складі регіону Нижня Нормандія. Від 1 січня 2016 року належав до нового об'єднаного регіону Нормандія.
1 січня 2016 року Ле-Турнер, Больє, Ле-Бені-Бокаж, Бюр-ле-Мон, Кампо, Карвіль, Етуві, Ла-Ферр'єр-Аран, Ла-Граврі, Маллуе, Монтамі, Мон-Бертран, Моншове, Ле-Рекюле, Сен-Дені-Мезонсель, Сент-Марі-Ломон, Сен-Мартен-де-Безас, Сен-Мартен-Дон, Сент-Уан-де-Безас i Сен-П'єрр-Тарантен було об'єднано в новий муніципалітет Сулевр-ан-Бокаж.

## Демографія
Динаміка населення (Insee ):
Розподіл населення за віком та статтю (2006):
| Стать | Всього | До 15 років | 15-24 | 25-44 | 45-64 | 65-85 | Понад 85 |
| --- | ------ | ----------- | ----- | ----- | ----- | ----- | -------- |
| Чоловіки | 269    | 58          | 20    | 85    | 55    | 51    | 0        |
| Жінки | 278    | 67          | 28    | 62    | 58    | 51    | 12       |
| \| Статево-вікова піраміда \| Статево-вікова піраміда \| Статево-вікова піраміда \| \| ----------------------- \| ----------------------- \| ----------------------- \| \| Чоловіки \| Вік \| Жінки \| \| 0 \| 85 + \| 12 \| \| 4 \| 80-84 \| 19 \| \| 4 \| 75-79 \| 4 \| \| 16 \| 70-74 \| 16 \| \| 27 \| 65-69 \| 12 \| \| 8 \| 60-64 \| 19 \| \| 27 \| 55-59 \| 8 \| \| 8 \| 50-54 \| 19 \| \| 12 \| 45-49 \| 12 \| \| 23 \| 40-44 \| 8 \| \| 31 \| 35-39 \| 23 \| \| 8 \| 30-34 \| 23 \| \| 23 \| 25-29 \| 8 \| \| 4 \| 20-24 \| 16 \| \| 16 \| 15-20 \| 12 \| \| 19 \| 10-14 \| 16 \| \| 27 \| 5-9 \| 35 \| \| 12 \| 0-4 \| 16 \| |        |             |       |       |       |       |          |
| Статево-вікова піраміда |        |             |       |       |       |       |          |
| Чоловіки | Вік    | Жінки       |       |       |       |       |          |
| 0 | 85 +   | 12          |       |       |       |       |          |
| 4 | 80-84  | 19          |       |       |       |       |          |
| 4 | 75-79  | 4           |       |       |       |       |          |
| 16 | 70-74  | 16          |       |       |       |       |          |
| 27 | 65-69  | 12          |       |       |       |       |          |
| 8 | 60-64  | 19          |       |       |       |       |          |
| 27 | 55-59  | 8           |       |       |       |       |          |
| 8 | 50-54  | 19          |       |       |       |       |          |
| 12 | 45-49  | 12          |       |       |       |       |          |
| 23 | 40-44  | 8           |       |       |       |       |          |
| 31 | 35-39  | 23          |       |       |       |       |          |
| 8 | 30-34  | 23          |       |       |       |       |          |
| 23 | 25-29  | 8           |       |       |       |       |          |
| 4 | 20-24  | 16          |       |       |       |       |          |
| 16 | 15-20  | 12          |       |       |       |       |          |
| 19 | 10-14  | 16          |       |       |       |       |          |
| 27 | 5-9    | 35          |       |       |       |       |          |
| 12 | 0-4    | 16          |       |       |       |       |          |

## Економіка
2010 року серед 359 осіб працездатного віку (15—64 років) 284 були активними, 75 — неактивними (показник активності 79,1%, у 1999 році було 73,7%). З 284 активних мешканців працювало 259 осіб (138 чоловіків та 121 жінка), безробітними було 25 (12 чоловіків та 13 жінок). Серед 75 неактивних 23 особи були учнями чи студентами, 34 — пенсіонерами, 18 були неактивними з інших причин.

У 2010 році в муніципалітеті числилось 238 оподаткованих домогосподарств, у яких проживали 585,0 особи, медіана доходів виносила 14 644 євро на одного особоспоживача